# Martin Laveau
Pour les articles homonymes, voir Laveau.
Pas d'image ? Cliquez ici

a Compétitions nationales et continentales officielles uniquement.

b Matchs officiels uniquement.
Dernière mise à jour le 6 novembre 2020.
Martin Laveau, né le 10 septembre 1996 à Bayonne, est un joueur français de rugby à XV évoluant aux postes d'ailier. Il joue avec le Castres olympique en Top 14 depuis 2018.

## Carrière
Ayant d'abord joué en foot, il découvre par la suite le rugby à XV au collège à Bayonne, jouant d'abord au centre, il est par la suite repositionné à l'aile.
Il est ensuite lancé à tout juste 18 ans par Vincent Etcheto à l'Aviron bayonnais.
Il est sélectionné avec les Baby Barbarians, qui regroupe les meilleurs joueurs français de Pro D2, pour affronter la Géorgie en mai 2018. Dans un match très serré de bout en bout, les Baby Babaas s'inlinent 16 à 15 à Tbilissi.
Sortant de trois saisons pleines avec l'Aviron, il signe à Castres en 2018, où il découvre dès sa première saison la Champions Cup, se faisant une place dans l'effectif des champions de France en titre. Avec Castres, il est finaliste du championnat de France Top 14 2022 contre Montpellier.
En janvier 2023, il subit une rupture d'un tendon d'Achille. Il reprend l'entraînement avec ses coéquipiers à la fin du mois de novembre.

## Palmarès
Avec le Castres olympique :
- Championnat de France de première division :
  - Finaliste (1) : 2022